# HD 22322
HD 22322，又名CD-32 1358，SAO 194379、HR 1095，是一颗恒星，视星等为6.4，位于銀經230.61，銀緯-54.4，其B1900.0坐标为赤經3h 30m 33s，赤緯-32° -54.4′ 32″。